# Hovhannes Khan Massehian

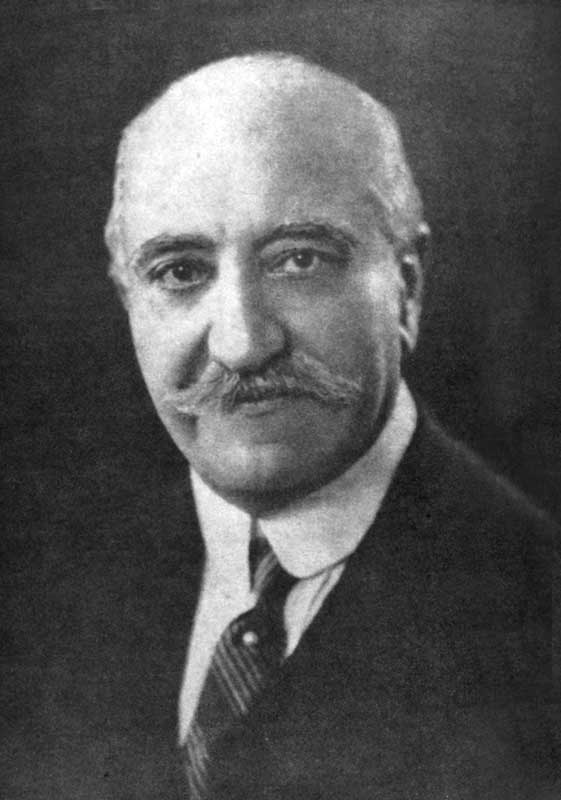
Hovhannes Khan Massehian

Hovhannes Khan Massehian (auch Avannès Khan Mossaed-es Saltanach, * 28. Februar 1864 in Teheran; † 19. November 1931 in Harbin) war ein armenischer Politiker und persischer Botschafter.

## Leben
Hovhannes Khan Massehian war der Sohn von Anna Yervandian und Agha Tserooni, Goldschmied und Hoflieferant von Naser ad-Din Schah. Hovhaness Khan besuchte eine armenische Pagenschule die nach Shah Abdul Aziz benannt war und von Usta Mekertoom geleitet wurde. 1870 gründete eine Gruppe von Personen mit armenischen Glauben geleitet von Michael Markarian und Josef Gasparian die erste armenische
Volksschule in Persien die Haykazian Schule genannt wurde. Diese besuchte Johannes Khan Mossaed von 1870 bis 1887. Anschließend studierte er bei Anton Khan Yervandian, einem Onkel mütterlicherseits, der schon mit der Ausbildung von Nāser ad-Dīn Schāh befasst war, in Täbris.
Von 1882 bis 1884 studierte er Sozialwissenschaften und Politikwissenschaften am Collège de France in Paris. Ab 1884 war er am Hof von Nāser ad-Dīn Schāh in Teheran als Übersetzer beschäftigt. 1887 begleitete er die Delegation von Prince Hessam-ol-Saltaneh zum 50. Jahrestag der Thronbesteigung von Königin Victoria als Dragoman. 1894 begleitete er die Delegation von Amir Khan Sardar zur Krönung von Nikolaus II. nach Sankt Petersburg als Dragoman. 1897 überbrachte er die Grüße von Mozaffar ad-Din Schah an Königin Victoria zum 80. Geburtstag in den Buckingham Palace nach London. 1900 wurde er als Botschaftsrat nach Berlin entsandt, wo er von 1903 bis 1911 Geschäftsträger war.
Er sprach sieben Sprachen fließend. Von 1911 bis 1921 leitete er in Teheran das Büro des Vorsitzenden der Madschles, Abol-Ghassem Khan Gharagozlou, Nasser-ol-Molk
Zur Wahl des Zentralkomitees der Armenian National Union am 25. Januar 1919, war Hovhannes Khan Massehian mit Harutiun Mosdichian Kandidat der Armenischen Apostolischen Kirche,
während Manuk Hambardzumian und Zatik Matikian Kandidaten der Armenischen Revolutionären Föderation  waren. Abol-Ghassem Khan Gharagozlou, setzte Ende 1921 durch, dass Khan Massehian, abweichend von einer Regel, die den Botschafterrang Muslimen vorbehielt, zum Botschafter befördert und nach Berlin entsandt, wo er von 1922 bis 1927 residierte.
1927 wurde Hovhannes Khan als Vertreter der Armenier des Südiran in die Madschles gewählt und als Botschafter nach London entsandt. Wo 1921 der, von ihm in die Armenische Sprache übersetzte Hamlet, 1923 Othello und der Der Kaufmann von Venedig veröffentlicht wurden.
1929 nahm Reza Schah Pahlavi diplomatische und wirtschaftliche Beziehungen mit Hirohito in Japan auf und sandte Johannes Khan Mossaed nach Tokio. Johannes Khan Mossaed erkrankte in Tokio, trat von seinem Amt zurück und erhielt die Erlaubnis nach Persien zurückzukehren. Auf dem Rückweg ist er in China in einem Krankenhaus in Harbin gestorben. Der französische Konsul in Harbin nahm sich der Angelegenheit des persischen Staatsbürgers an und schloss irrtümlich aus dem Diplomatenpass für Massehian, dass die Religion des Verstorbenen der Islam wäre und arrangierte eine Bestattung entsprechend den Regeln des Islam. Unter Reza Schah Pahlavi wurde Khan Mossaed am 31. März auf dem Friedhof von Saint Minas (Menas) in Vanak beigesetzt.